# USS Connecticut (SSN-22)
Pour les autres navires du même nom, voir USS Connecticut.
L’USS Connecticut (SSN-22), est un sous-marin nucléaire d'attaque américain de la classe Seawolf, cinquième bâtiment de l’US Navy à porter ce nom en l'honneur de l’État américain du Connecticut.

## Histoire du service

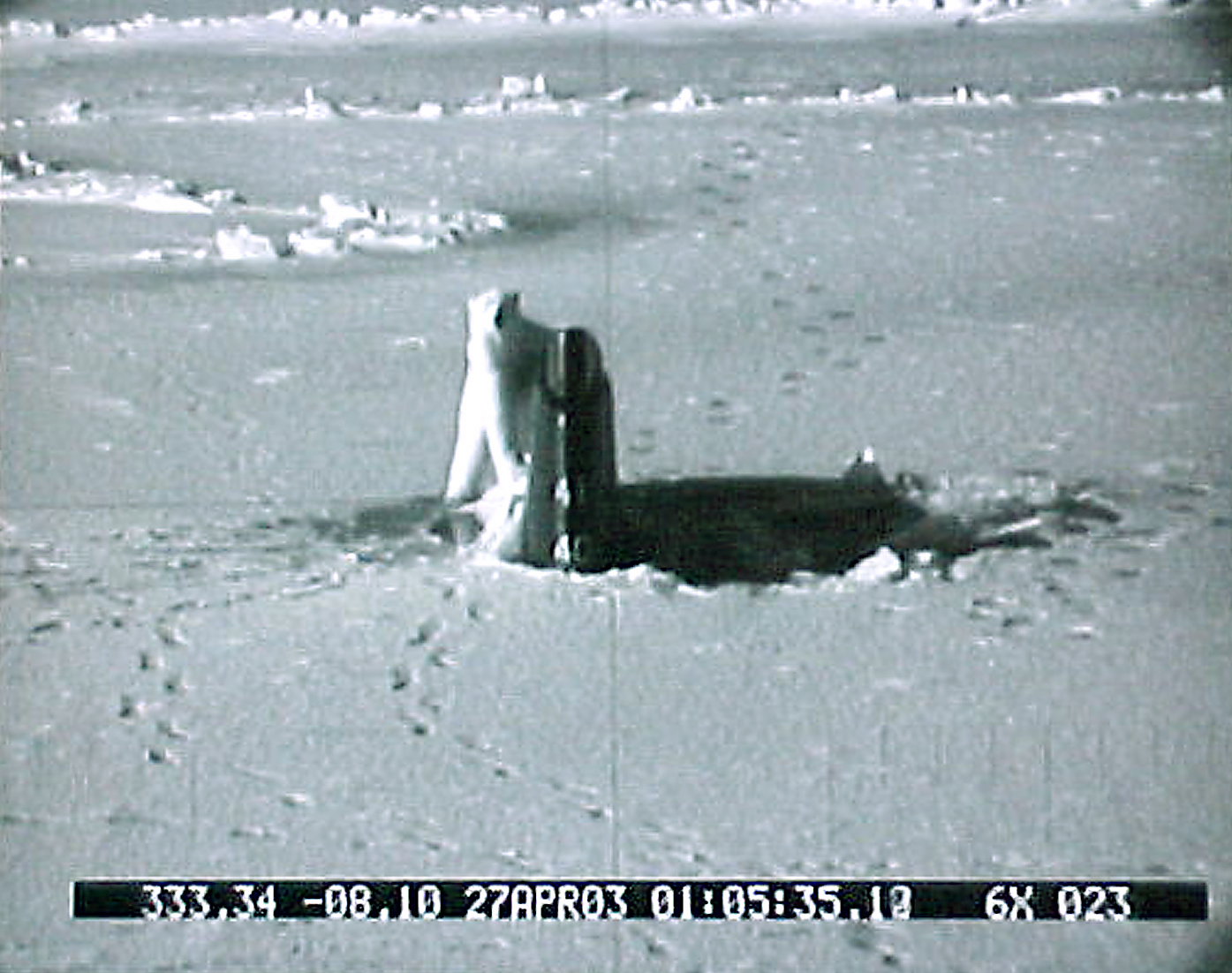
Connecticut est « immangeable ».

Le sous-marin fut construit par Electric Boat, une division de General Dynamics à Groton dans le Connecticut et il fut lancé le 1er septembre 1997 pour une mise en service le 11 décembre 1998.
Le sous-marin a connu la célébrité en avril 2003. Le Connecticut a fait surface au travers de la glace arctique à proximité de la station-laboratoire de physique appliquée de l'université de Washington. Le sous-marin a alors subi une attaque d'ours polaires, qui ont mordu son gouvernail. Le Connecticut n'a pas subi de dégâts importants et a pu mener à bien sa mission.
En décembre 2020, un rapport signale la présence de punaises des lits dans le sous-marin. Ce n'est qu'en février 2021 que le problème est pris au sérieux par la Navy, et mi-mars les entomologistes de la Marine déclarent le problème réglé, les marins pouvant regagner le bord.
Le 2 octobre 2021, le Connecticut est endommagé à la suite d'une collision avec un « objet non identifié » en mer de Chine méridionale qui s'avère être une montagne sous-marine non cartographiée. Il y a onze blessés à déplorer parmi l'équipage, mais aucun blessé grave. Il a du rentrer à Guam en surface après une semaine de navigation.
Le commandant et deux autres membres de l'équipage sont relevés de leurs fonctions.
Le coût des réparations est estimé à 80 millions de dollars américains. La prévision de date de remise en service est 2026 au plus tôt.